# Zanden van Oorderen
De Zanden van Oorderen zijn een afzetting uit het Plioceen, die bestaat uit schelpenhoudend zand met kleilagen. Het is een onderdeel van de Formatie van Lillo. De zanden zijn vernoemd naar Oorderen, een verdwenen Belgisch dorp ten noorden van Antwerpen.
De zanden van Oorderen komen voor in het noorden van België en in de Nederlandse provincie Zeeland. In Nederland wordt Formatie van Lillo als het bovenste deel van de Formatie van Oosterhout gezien.
Vroeger werd deze laag de Zanden van Kallo genoemd. 